# Гей-скинхеды

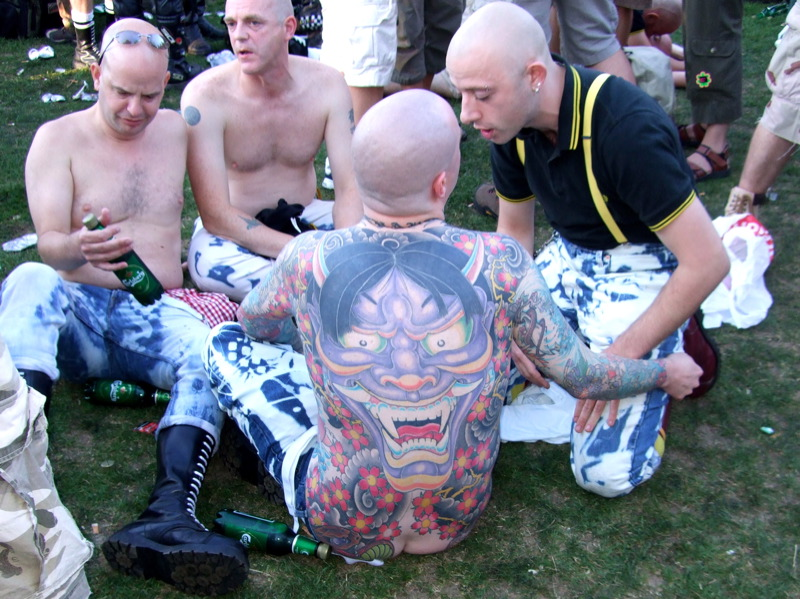
Гей-скинхеды на гей-параде в Брайтоне в 2007 году

Гей-скинхеды — геи, идентифицирующие себя с субкультурой скинхедов.

## История
Организации гей-скинхедов (GSM — Gay Skinhead Movement) начали распространяться с конца 1980-х годов. Гей-скинхеды не имеют какой-либо политической окраски.

## Исследования
Мюррей Хили, исследуя феномен гей-скинхедов, в своей книге «Гей-скины» пишет, что пресса создала социальный миф, противопоставляя скинхедов и геев. Скинхедам приписываются следующие черты — являются представителями рабочего класса с низкой социальной мобильностью, склонными к насилию, правыми экстремистами. Геи, напротив, принадлежат к среднему классу, придерживаются левых взглядов, социально мобильные, изнеженные, женоподобные и слабые.
Финский исследователь Джеймс Хейнс сравнивает североамериканских и европейских гей-скинхедов. Так, американские и канадские гей-скинхеды из Queer Skinhead Brotherhood взаимодействуют с другими скинхедами (как с традиционными, так и с гей-скинхедами). Они также отвергают мейнстрим гей-сообщества как слишком коммерциализированный.

## Гей-скинхеды в искусстве
- Гей-скинхеды — персонажи ряда фильмов канадского режиссёра, не скрывающего свою гомосексуальную ориентацию, Брюса Ля Брюса.
- В 1992 году британский наци-скинхед Никки Крейн, который появился на обложке альбома Strength Thru Oi!, публично заявил о своей гомосексуальности, из-за чего был отвергнут бывшими соратниками.
- Гей-скинхеды являются основной темой для творчества пародийной панк-группы ЗлойOi.